# Селая (департамент)

Темно-синій: Селая (1957—1986);
жовта лінія: поточна межа RAAN і RAAS

Селая (ісп. Zelaya) — колишній департамент в Нікарагуа, створений 1957 року. Столиця — Блуфілдс. В 1986 році департамент був розділений на два автономні регіони:
- Автономний Регіон Північної Атлантики (ісп. Región Autónoma del Atlántico Norte - RAAN)
- Автономний Регіон Південної Атлантики (ісп. Región Autónoma del Atlántico Sur - RAAS)